# Emanuele Martorelli
Emanuele Martorelli (Roma, 1º febbraio 1976) è uno scrittore, musicista, autore e videomaker italiano.

## Biografia
Dopo un biennio di Psicologia, si laurea in Scienze demo-etno-antropologiche all’Università della Sapienza di Roma con una tesi sulle Leggende Metropolitane. Giornalista pubblicista, collabora con diverse redazioni come articolista e umorista. Cura una rubricasui blog del Fatto Quotidiano. Tutti i suoi lavori sono caratterizzati da una osservazione delle dinamiche umane con una forte vena satirica, collocabile in uno stile tragicomico.
È stato cantante, chitarrista e autore di testi per il gruppo Razmataz. Da solista pubblica due libri-cd multimediali (“Diario Tragicomico di una Crisi” e “Condominio 23”) contenenti romanzi, canzoni e videoclip animati. Per anni ha accompagnato con chitarra acustica il poeta romano Remo Remotti nei suoi spettacoli. Realizza colonne sonore per cortometraggi, documentari, e spot radiofonici.
Dal 2012 realizza il sito Starmale, rivista satirica online che si sviluppa come piena parodia di una redazione giornalistica. Il progetto è uno dei primi tentativi di satira focalizzata quasi esclusivamente sulla personalità e sui tic psicologici derivanti dalle nevrosi quotidiane. Attraverso l’uso di un linguaggio tipico di riviste tra salute e psicologia, accostato a quello sensazionalistico e pubblicitario, Starmale ironizza sulla moderna tendenza all’ostentazione forzata del benessere. Ad essere presi di mira sono inoltre gli eccessi egoriferiti dati dal rapporto con l’altro e nell’approccio ai nuovi mezzi di comunicazione.
La prime false copertine della rivista vengono pubblicate a partire dal 2010 sul Vernacoliere, di cui è stato collaboratore sotto lo pseudonimo di Strele. Nel Novembre 2014 i primi due anni di esperienza del sito vengono raccolti nel volume unico “Starmale: Guida ragionata a un malessere consapevole”, edito dalla casa editrice Chiarelettere. Il libro diventa un caso mediatico, attirando l’attenzione di trasmissioni e quotidiani nazionali nel dibattito sulla ossessiva ostentazione del benessere e sul ruolo della satira al suo interno. Per i successivi due anni il progetto viene portato sotto forma di monologo con inserti video e letture in vari festival italiani.
Nel 2016 il progetto viene ospitato come striscia settimanale all’interno del programma radiofonico “Staiserena” di Serena Dandini, in onda su Radio Rai2. Successivamente scrive, interpreta e realizza gli interventi video di Starmale per “La TV delle Ragazze: gli Stati Generali 1988-2018” (2018) e “Gli Stati Generali”(2019-2020) per Rai 3.
È coautore dei testi per lo spettacolo di Cinzia Leone “Il peggio di Cinzia Leone…non finisce mai”. Cura la regia e la realizzazione di videoclip con cui partecipa a numerosi festival.
Dal 2021 è ospite del programma radiofonico “610 di Lillo & Greg” con interventi propri e diversi sketch.
Nel 2024 scrive e dirige il cortometraggio di animazione "L'Idea", una stop-motion onirica tra artigianato e tecnologia che opera una meta riflessione sulla creatività. Per il lavoro produce la colonna sonora originale. Il corto è selezionato fuori concorso all'interno del festival Alice nella città, sezione autonoma e parallela della Festa del Cinema di Roma.

## Televisione
- Stati Generali (Rai 3, 2019-2020)
- La TV delle ragazze - Gli Stati Generali 1988-2018 (Rai 3, 2018)

## Radio
- Lillo&Greg 610 (Rai Radio 2, 2021-in corso)
- StaiSerena (Rai Radio 2, 2014-2015)

## Libri
- Starmale: guida ragionata a un malessere consapevole (Chiarelettere, 2014-2015)
- Condominio 23 (Romanzo, Spedalgraf, 2012)
- D’un Tratto, Piero (Aprilelibri, Libro Cd, 2010)

## Album
- Diario tragicomico di una crisi, Fattoria Sonora Records (2008)
- Storie illustrate in la minore, con i Razmataz – autoprodotto (2006)

## Cortometraggi
- L'idea (animazione, 2024)
- Bababel (2010)
- A Pop Up Life (animazione, 2010)

## Videoclip
- Al di là (animazione, 2020)
- Atene, (2017)
- In fondo al pozzo, (2012)
- La crisi del mercato dei dischi, (2009)
- Cosa Resta (animazione, 2006)